# Línguas tirrenas
As línguas tirrenas (derivada do latim e grego Tyrrhenoi) são uma família de línguas proposta pelo linguista Helmut Rix (1998), que argumentou que o etrusco, o rético e o lêmnio são línguas aparentadas com um certo número de cognatos identificáveis. Rix assume que o proto-tirrênico pôde ter existido por volta de 1000 a.C.

## Relação com outras línguas
Também se tem proposto que a família tirrênica poderia fazer parte de uma macro-família de línguas maior chamada macro-família egeia   que incluiria também o eteocretense (antigo cretense, a língua dos minoicos) e o eteocipriota. Se for provado que estas outras línguas estão relacionadas ao etrusco e ao rético, poderiam constituir uma evidência de uma expansão de povos pelásgicos das ilhas do mar Egeu e da Creta através da Grécia e a península Italiana até os Alpes. Esta proposta não tem ainda ampla aceitação.
Previamente tinha-se proposto que as línguas tirrênicas estavam relacionadas às línguas anatólias mas tal proposta não teve aceitação geral (apesar de Palmer ter provado que algumas inscrições em Linear A podiam ser interpretadas desde o luwita).

## Características comuns
Rix assume que o proto-tirrênico pôde ter sido falado por volta de 1000 a.C. Alguns dos cognados putativos entre o etrusco e o rético são:
Etr. zal, Rét. zal, 'dois'
Etr. -(a)cvil, Rét. akvil, 'donativo, dádiva'
Etr. zinace, Rét. t'inaχe, '[ele] fez'
um sufixo de genitivo -s presente no etrusco, lêmnio e rético
outro sufixo de genitivo: -a em rético, -(i)a em etrusco
um particípio passado -ce em etrusco e -ku em rético
Outro conjunto de cognados entre o lêmnio e o etrusco são:
- Sufixo de caso dativo *-si e *-ale testemunhados na Estela de Lemnos (Hulaie-ši 'para Hulae', Φukiási-ale 'para os foceus') e nas inscrições etruscas (e.g. aule-si 'a Aule' no Cipo da Perúsia).
- um sufixo de passado *-a-i (etrusco ←e> como em ame  'era' (<*amai); Lêmnio ←ai> como em šivai 'viviam').

Estrabão na sua Geografia citando Antíclides atribui aos pelasgos de Lemnos e Imbros uma fundação compartilhada na Etrúria.